# Седиште
Седиште је место за седење. Термин може да обухвата додатне карактеристике, као што су леђа, наслон за руке, наслон за главу, али и седиште у ширем смислу.

## Врсте седишта
Следе примери различитих врста седишта:
- Фотеља, столица опремљена наслонима за руке
- Авио седиште, за путнике у авиону
- Барска столица, висока столица која се користи у баровима и многим кућама
- Клупа, дуго тврдо седиште
- Седиште за бицикл, седло на бициклу
- Ауто седиште, седиште у аутомобилу
- Катедра, седиште епископа које се налази у катедрали
- Столица, седиште са наслоном
- Седиште са наслоном, мекана столица са ослонцем за ноге
- Кауч, дуго мекано седиште
- Избациво седиште, седиште за спасавање у авиону
- Склопиво седиште
- Тврдо седиште
- Седиште за бебе, за мало дете у аутомобилу
- Седиште за скок, помоћно седиште у возилу
- дуго седиште у цркви, синагоги или судници
- Седло, врста седишта која се користи на леђима животиња, бицикла, крила итд.
- Клизно седиште, у чамцу на весла
- Софа, алтернативни назив за кауч
- Столица, седиште без наслона за руке или наслона
- Трон, место за монарха
- Инвалидска колица, покретно седиште намењено особама са инвалидитетом

## Ергономија
За некога ко седи, дужина 'поплитеалне задњице' је хоризонтална удаљеност од крајњег задњег дела задњице до задњег дела потколенице. Ово антропометријско мерење се користи за одређивање дубине седишта. Столице које се масовно производе обично користе дубину од 15 to 16 in (38,1 to 40,6 cm).